# Alberto Naudon Abarca
Alberto Naudon Abarca (Santiago, 12 de julio de 1916 - 17 de febrero de 2005) fue un abogado y político chileno. Se desempeñó como diputado de la República entre 1965 y 1973.

## Biografía
Nació en Santiago de Chile, el 12 de julio de 1916; hijo de Adolfo Naudón Lonjour y Pastoriza Abarca Medina. Se casó con María Inés del Río Apablaza y tuvieron tres hijos.
Realizó sus estudios secundarios en el Seminario de Chillán; luego de finalizar su etapa escolar, ingresó a la Universidad de Chile donde se tituló de abogado en 1942; su tesis llevaba como nombre El seguro de vida de los empleados particulares.

### Vida laboral
Ejerció su profesión en la ciudad de Cauquenes. Fue abogado asesor de Carabineros de Maule y abogado del Banco del Estado de Cauquenes. Posteriormente trabajó en el Seguro de la Vida de los Empleados Particulares y se desempeñó como Juez Subrogante del departamento de Cauquenes. Se dedicó también a la labor docente, como profesor de Educación Cívica y Economía Política en el Liceo de Niñas de Cauquenes.

## Trayectoria política
Inició sus actividades políticas cuando se integró al Partido Radical (PR), en el año 1938. Fue nombrado vicepresidente de su partido, ejerciendo desde 1966 hasta 1969. Renunció a su partido el 3 de agosto de 1971 e ingresó al Partido Izquierda Radical (PIR), donde participó de su Comisión Política. 
En 1965 fue elegido diputado por la Decimotercera Agrupación Departamental "Cauquenes, Constitución y Chanco", para el período 1965 a 1969: integró la Comisión Permanente de Constitución, Legislación y Justicia; la de Agricultura y la de Integración Latinoamericana. Fue miembro de la Comisión Especial para Combatir el Alcoholismo, 1965; Vinícola, 1965; y de la Comisión Encargada de Proseguir la Acusación Constitucional en contra del Ministro de la Corte de Apelaciones de Talca, don Manuel Ruiz Aburto Rioseco, 1968-1969, así como de la Comisión Mixta de Presupuestos. En 1966 viajó a San José de Costa Rica, a la Sesión de la Comisión de Educación del Parlamento Latinoamericano. 
En 1969 fue reelegido diputado por la misma Agrupación Departamental, período 1969 a 1973; continuó en la Comisión Permanente de Constitución, Legislación y Justicia e integró además, la Comisión Permanente de la Integración Latinoamericana. 
En las elecciones de 1973 se presentó a la reelección como diputado por la misma agrupación, dentro del pacto de la Confederación de la Democracia, pero no fue elegido. 
Fue socio y expresidente del Rotary Club, del Club Deportivo Independiente y del Club Social de Cauquenes.
Ejerció libremente la profesión entre los años 1990 y 2004. Luego se unió al estudio Mario Sharpe & Compañía Limitada, pasando a dirigirlo cuando Mario Sharpe, su socio fundador, fue nombrado Embajador de Chile en la República de Paraguay.
Falleció el 17 de febrero de 2005.

## Historial electoral

### Elecciones parlamentarias de 1973
- Candidatos a diputado por la Decimotercera Agrupación Departamental, periodo 1973-1977.